# Tambores de Folkton
Los Tambores de Folkton son un raro conjunto de objetos de forma cilíndrica realizados en tiza y de aspecto parecido a tambores que datan del periodo Neolítico. Hallados en la tumba de un niño al norte de Inglaterra y cerca del pueblo de Folkton, se exhiben en la actualidad en la exposición de Stonehenge del Museo Británico .

## Descubrimiento
En 1889, William Greenwell estudiante y arqueólogo aficionado, abrió un túmulo prehistórico cerca de Folkton en Yorkshire del Norte. En su interior encontró una tumba neolítica datada entre el 2600-2000 a. C., es decir, del mismo periodo que Stonehenge. Se desenterraron los restos de varios cuerpos, entre ellos los de un niño, cerca del cual se hallaban depositados los tambores. Lo inusual del hallazgo (no se conoce ningún objeto similar en Europa) sugiere que el niño pertenecía a las clases altas de la sociedad de entonces. Cuatro años después del descubrimiento de los tambores, Greenwell junto a otras piezas de su colección, los donó al Museo Británico.

## Descripción
Los tres objetos con forma de tambor están hechos de tiza (extraído de la misma zona) y están decorados con caras humanas estilizadas y patrones geométricos. Su parte superior está rematada con una serie de círculos concéntricos y dos de ellos tienen además unos ojos esquemáticos aparentando un rostro humano. El diseño de los tambores muestran similitudes con objetos de la Cultura del vaso campaniforme de principios de la Edad del Bronce. El propósito de los tambores es desconocido, se cree que los rostros puedan representar a importantes miembros del clan o que sean algún tipo de juguete para niños que han perdurado al estar hechos de tiza pues comúnmente es posible que se hicieran de madera que no han llegado hasta nuestros días.

## Últimos descubrimientos
Un estudio publicado en el British Journal for History of Mathematics apunta a la posibilidad de que los tambores fueran usados como medidas métricas. El estudio afirma que al enrollar en ellos una cuerda un número determinado de veces se consigue una medida estándar. Esta medida coincide además con medidas usadas en monumentos como el de Stonehenge y Durrington.
La medida clave parece ser 3.22 m, pues con esta longitud se puede enrollar una cuerda un número fijo de veces en los distintos tambores. De este modo, la cuerda envuelve exactamente el cilindro 10 veces en el tambor más pequeño, 9  veces en el siguiente, 8 en el siguiente y así sucesivamente. Estudios posteriores han demostrado que múltiplos de esta medida se usaron en las construcciones citadas anteriormente.

## Galería

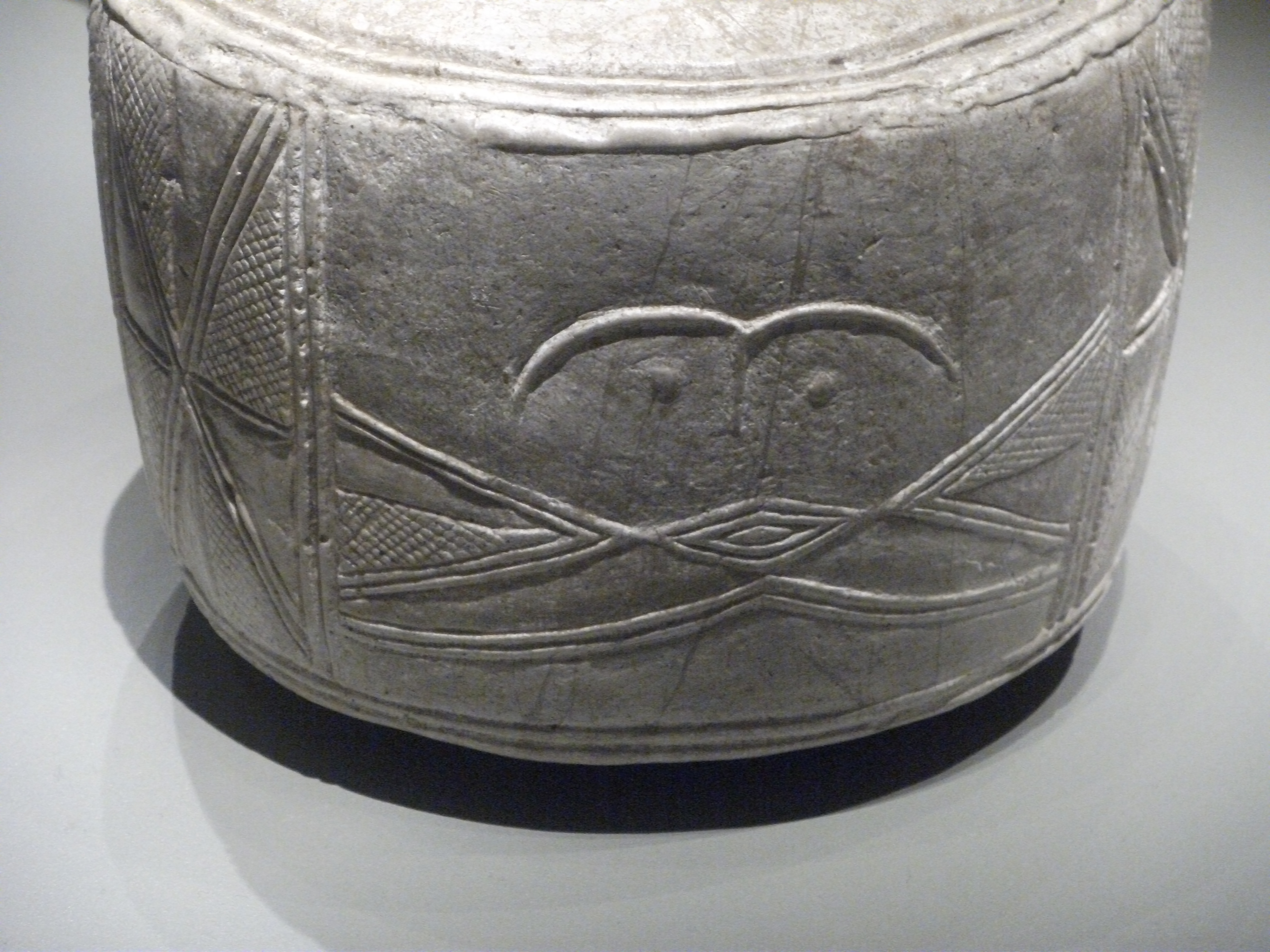
Detalle de rostro esquemático
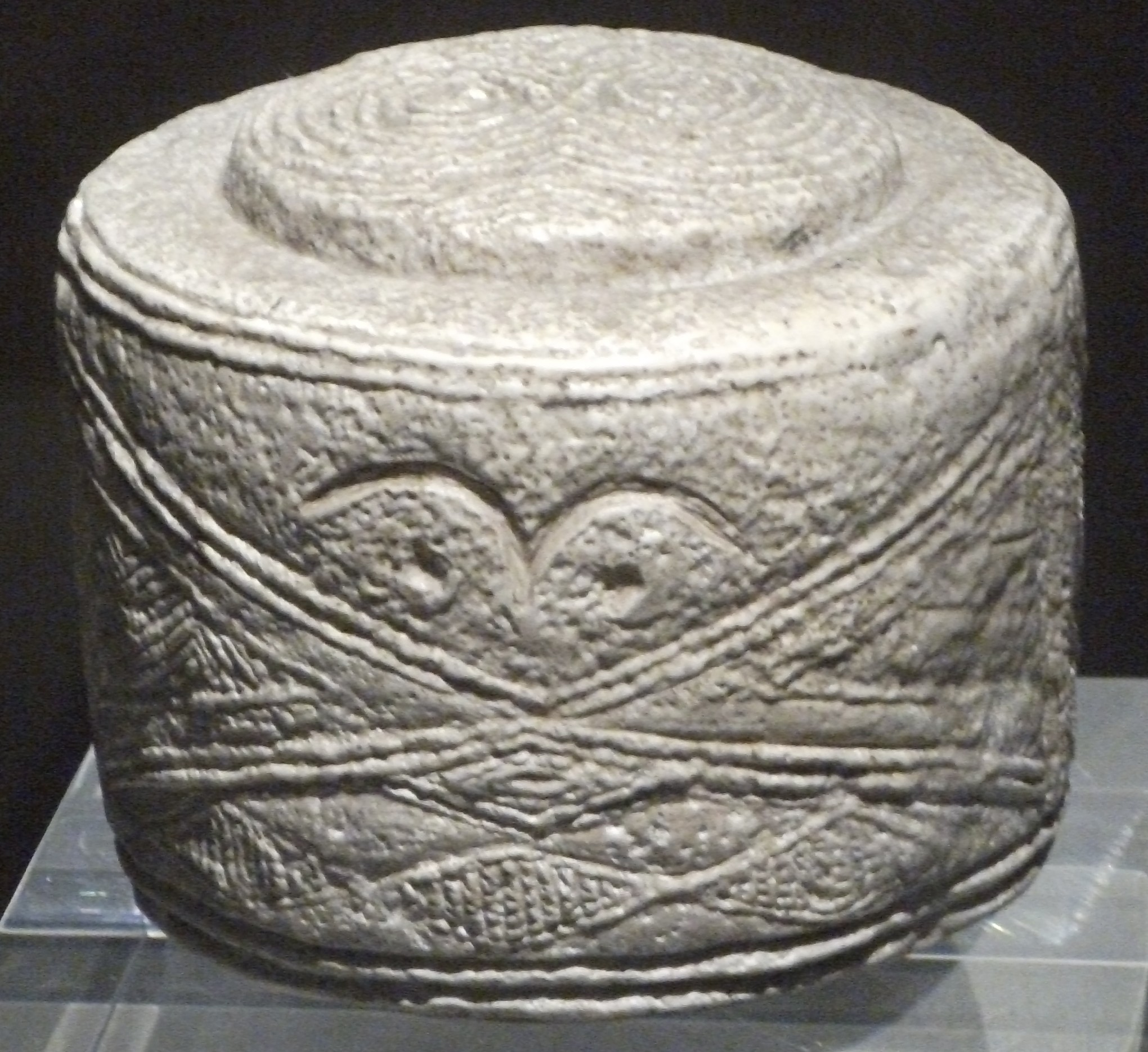
Vista de otro rostro
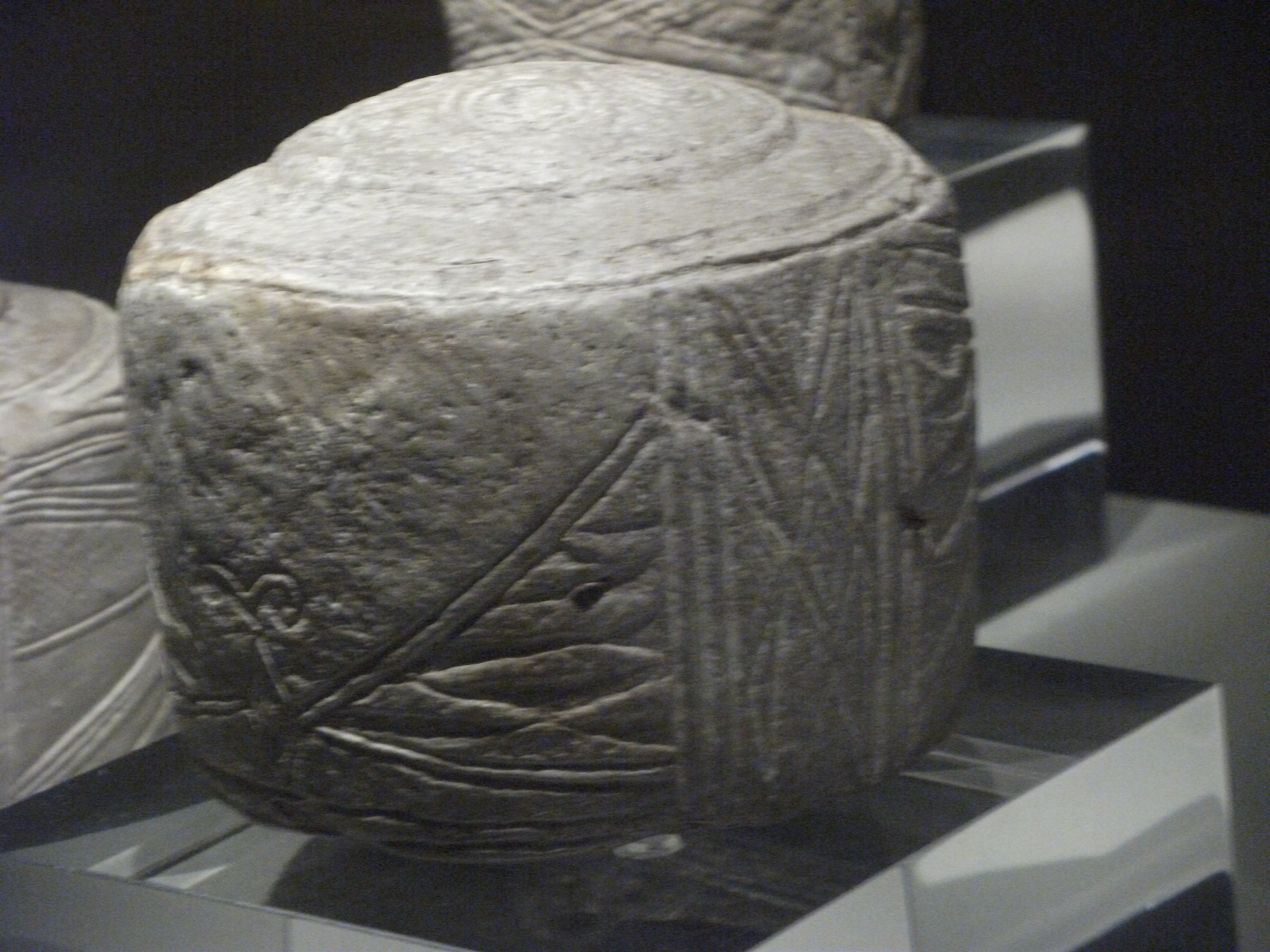
Patrones geométricos
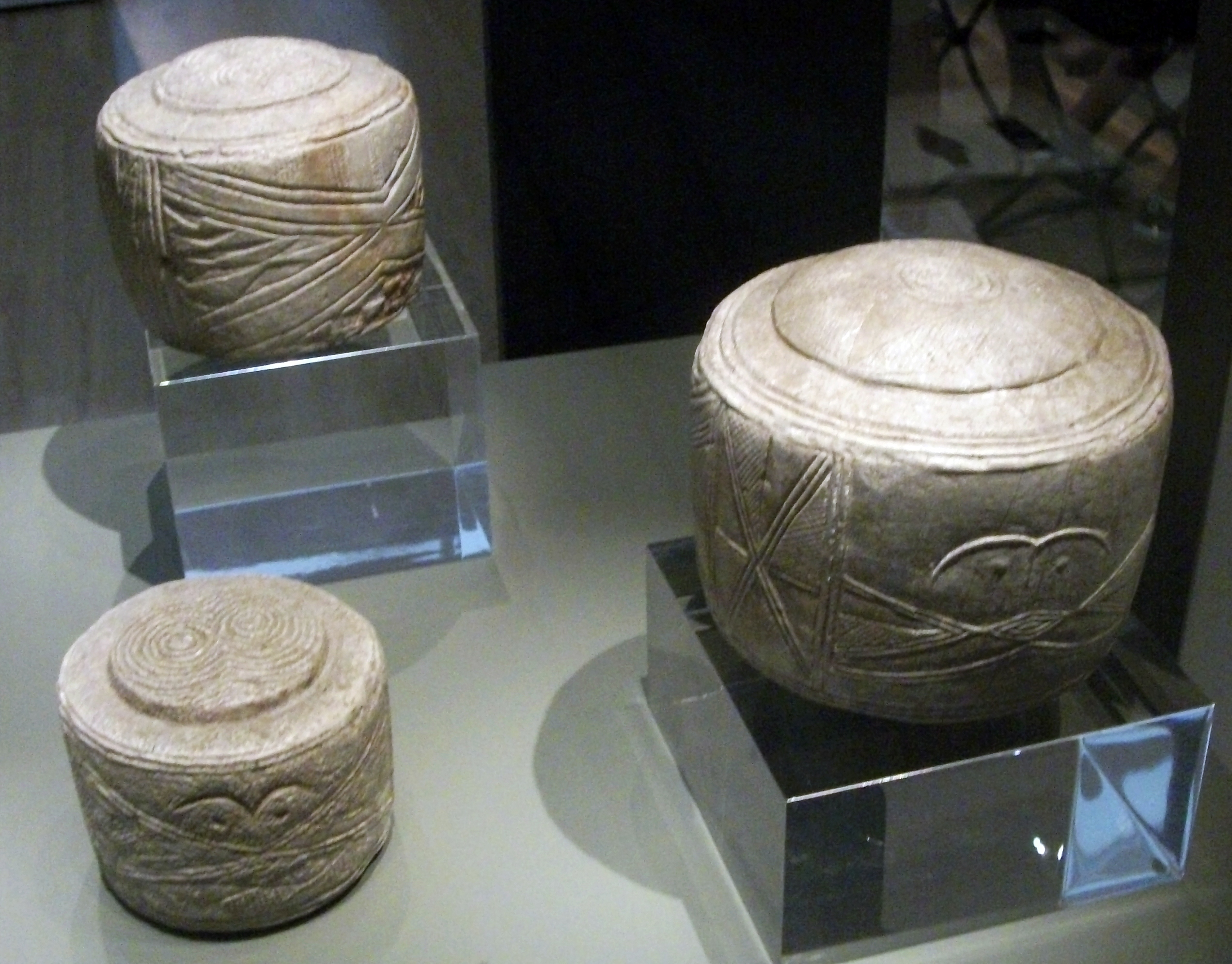
Vista de tres tambores